# Oxfordien

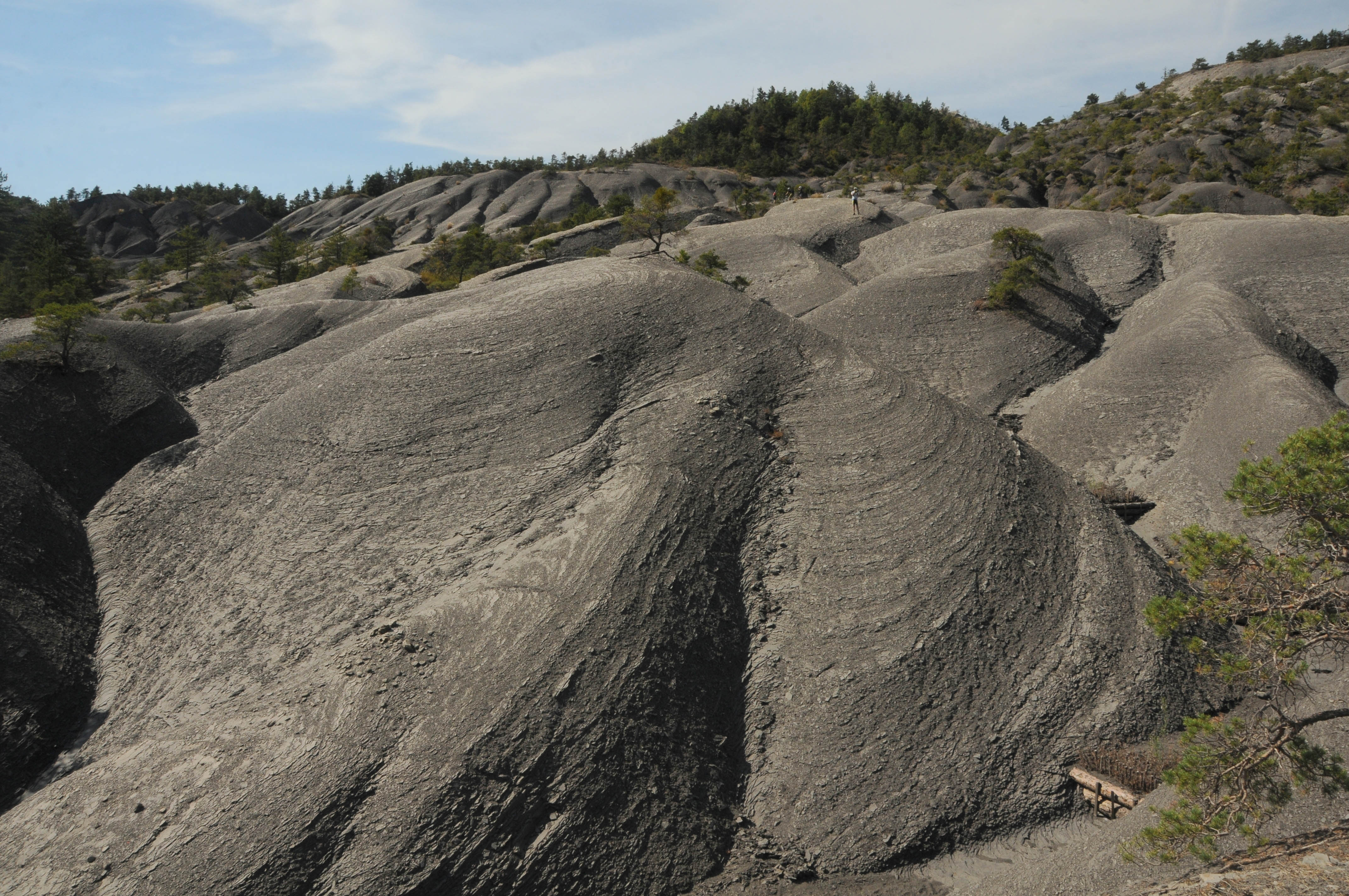
Marnes noires d'Adret de l'Escure à Digne-les-Bains

Stratigraphie
Callovien Kimméridgien
Jurassique moyen
L'Oxfordien est le premier étage stratigraphique du Jurassique supérieur (Malm). Il s'étend de 161,5 ± 1,0 Ma à  154,8 ± 0,8 Ma. Sa durée est d'environ 6 millions d'années.

## Historique et étymologie
L'étage Oxfordien a été défini dans la région d'Oxford en Angleterre par le géologue, minéralogiste et naturaliste français Alexandre Brongniart en 1829.
En 1846 Alcide d'Orbigny en a soustrait la partie inférieure, qu'il a nommée Callovien,
.

## Stratotype

### Stratotype historique
Le stratotype historique de l'étage Oxfordien correspond aux affleurements de marnes noires du Jurassique situés à proximité de la ville d'Oxford en Angleterre.

### Stratotype, PSM
La base de l'étage n'est pas encore définie par un Point Stratotypique Mondial (PSM), au même titre que la base de l'étage sus-jacent, le Kimméridgien qui délimiterait le sommet de l'Oxfordien.
Trois sites géologiques sont candidats au titre de PSM de l'Oxfordien :
- dans le département français des Hautes-Alpes en région Provence-Alpes-Côte d'Azur, pour des affleurements situés sur les communes de Saint-Pierre-d'Argençon et d'Aspremont au lieu-dit Thuoux[5],
- également dans les Haute-Alpes, les affleurements localisés sur la commune de Savournon[6],
- dans le Dorset anglais, près de Weymouth, pour les falaises de Redcliff Point[6],[7].

## Subdivisions
D'un point de vue biostratigraphique, l'étage Oxfordien débute, dans la province paléogéographique dite sub-boréale (Angleterre, Allemagne...), avec l'apparition de l'ammonite Cardioceras redcliffense espèce de la base de la sous-zone à Cardioceras scarburgense (zone à Quenstedtoceras mariae).

## Paléogéographieetfaciès
La carrière de Liesberg (district de Laufon en Suisse) dans le massif du Jura, présente une strate d'une quarantaine de mètres d'épaisseur datant de l'Oxfordien qui recèle de nombreux fossiles d'ammonites. 
Dans ce massif, l'Oxfordien est subdivisé en 3 anciens stratotypes qui sont, du plus ancien au plus récent : 
- Oxfordien ancien : 
  - marnes bleues à ammonites,pyriteuses ;
- Argovien : 
  - marnes jaunes,
  - alternance de strates marno-calcaires, et de bancs de craie riches en chailles,
  - calcaires récifaux riches en fossiles silicifiés ;
- Rauracien : 
  - calcaires jaunâtres récifaux riches en polypiers et solénopores,
  - calcaires oolithiques,
  - calcaires à grosses oncolithes.

Les falaises de marnes et de calcaires des Vaches Noires, sur la côte normande, représentent un autre affleurement célèbre de l'Oxfordien.

## Paléontologie

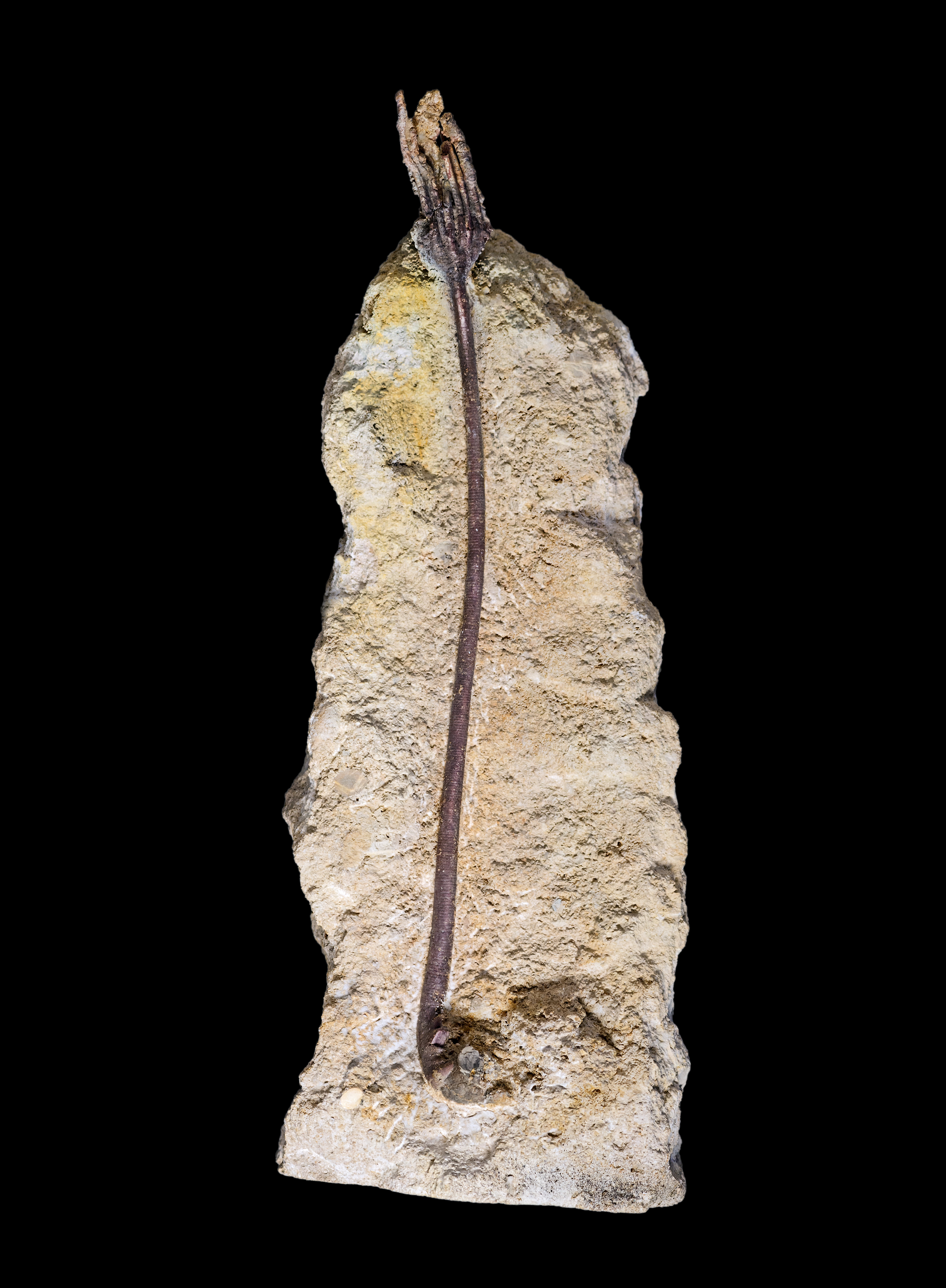
Liliocrinus polydactylus, crinoïde de la Pointe du Chay en Charente-Maritime. Musée d'hist. nat. De Toulouse.